# Harry Stevenson
Harry Stevenson (Kingston upon Hull, 14 giugno 1874 – 11 giugno 1944) è stato un giocatore di snooker inglese, campione del mondo di English Biliards per sette volte.

## Carriera nello snooker
Harry Stevenson fece il suo debutto nello snooker vincendo l'American Tournament 1908-1909, mettendo a referto quattro vittorie e un pareggio. L'inglese si classificò in seconda posizione nell'edizione seguente, dietro a Charles Dawson. Stevenson ottenne il medesimo risultato anche al Professional Tournament 1910-1911, evento che fu l'ultimo della sua carriera.

## Risultati
In questa tabella sono riportati i risultati nei tornei di snooker in cui Harry Stevenson ha partecipato.
| Competizioni                     | Anni               | Risultati          | Vincite | Century Breaks | Miglior break |
| -------------------------------- | ------------------ | ------------------ | ------- | -------------- | ------------- |
| The American Tournament          | 1908-1909          | 1°                 | £25     | 0              | ?             |
| The American Tournament          | 1909-1910          | 2°                 | £0      | 0              | ?             |
| Totale (The American Tournament) | 2 partecipazioni   | 2 partecipazioni   | £25     | 0              | ?             |
| Professional Tournament          | 1910-1911          | 2°                 | £0      | 0              | ?             |
| Totale (Professional Tournament) | 1 partecipazione   | 1 partecipazione   | £0      | 0              | ?             |
| Totale carriera                  | 3 tornei disputati | 3 tornei disputati | £25     | 0              | ?             |

## Statistica match[4]
| Round         | Match | Vittorie | Pareggi | Sconfitte | % vittorie |
| ------------- | ----- | -------- | ------- | --------- | ---------- |
| Fase a gironi | 16    | 9        | 3       | 4         | 56,25%     |
| Totale        | 16    | 9        | 3       | 4         | 56,25%     |

## Testa a testa[5]
Nella seguente tabella vengono elencati giocatori per numero di sfide contro Harry Stevenson.
| N° | Giocatore       | Match | Vittorie | % vittorie |
| -- | --------------- | ----- | -------- | ---------- |
| 1  | Melbourne Inman | 3     | 3        | 100%       |
| 2  | Edward Diggle   | 4     | 2        | 50%        |
| 3  | Tom Reece       | 4     | 2        | 50%        |
| 4  | James Harris    | 1     | 1        | 100%       |
| 5  | Tom Aiken       | 1     | 1        | 100%       |
| 6  | Cecil Harverson | 3     | 0        | 0%         |

      Saldo positivo
      Saldo negativo
      Saldo neutro